# وقتی آخرین شمشیر کشیده می‌شود
وقتی آخرین شمشیر کشیده می‌شود (انگلیسی: When the Last Sword Is Drawn)، میبوکیشی دن (به ژاپنی: 壬生義士伝) فیلمی در ژانر رمان تاریخی به کارگردانی یوجیرو تاکیتا است که در سال ۲۰۰۲ منتشر شد. از بازیگران آن می‌توان به کی‌ایچی ناکای، کویچی ساتو، یوئی ناتسوکاوا، میکی ناکاتانی و ماساتو ساکای اشاره کرد.

## داستان
این فیلم داستان دو سامورایی در شین سن گومی را شرح می‌دهد. سایتو هاجیمه (بازی توسط کویچی ساتو) یک قاتل خونسرد و بدون عاطفه است. یوشیمورا کانیچیرو (بازی توسط کی‌ایچی ناکای) یک شمشیرزن پول‌دوست و احساساتی از منطقه شمالی موریوکا، ایواته به نظر می‌رسد.
داستان اصلی در طول سقوط شوگون‌سالاری توکوگاوا در باکوماتسو اتفاق می‌افتد، اما شامل یک سری فلاش‌بک است که در ذهن دو مرد مرور می‌شود. داستان تضاد بین وفاداری به خاندان، ارباب و خانواده را بیان می‌کند.
این فیلم بیشتر از نمایش شمشیربازی، داستان مردی است که مایل به انجام هرکاری برای خیر خانواده‌اش است، حتی اگر این بدان معنا باشد که هرگز نمی‌تواند خانواده‌اش را ببیند.